# Roudné
Obec Roudné (něm. Ruden) se nachází v okrese České Budějovice, kraj Jihočeský, na levém břehu řeky Malše necelých 5 km jižně od centra Českých Budějovic. Žije zde přibližně 1 500 obyvatel.

## Historie

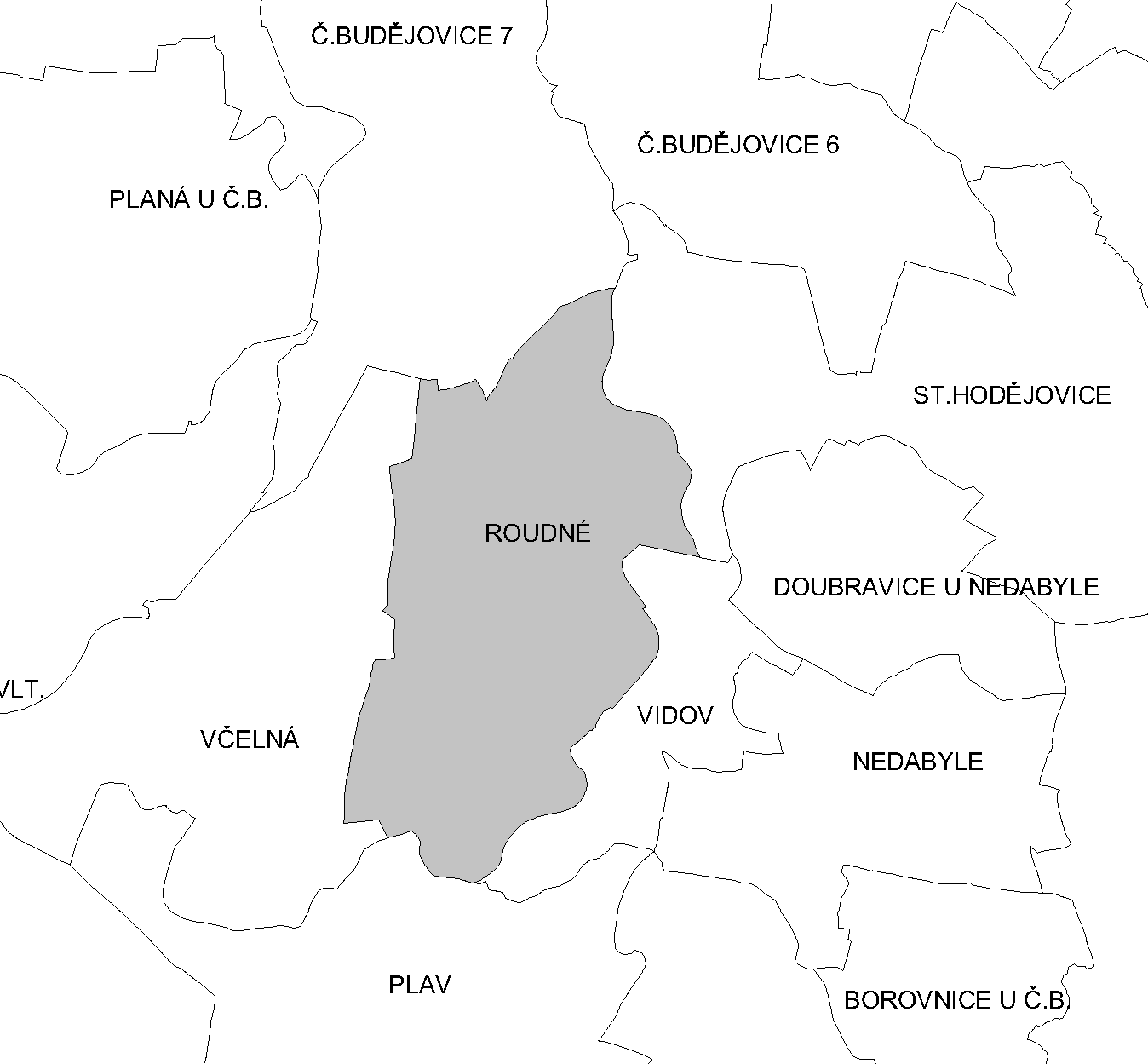
Katastrální území Roudného

Název obce pochází od potoka obsahujícího rudu nebo od vymýceného, zúrodněného lesa. Původní ves, čítající 9 poddaných náležela ke dvorci Zabore, který je zmiňován již roku 1263, tzn, že založení vsi mohlo být již kolem tohoto roku. První písemná zmínka o vsi (Hrudny) je ale až z 3. dubna 1411, kdy dědicové po zemřelém Kuncovi z Mladého potvrzují převzetí dědictví.
Ve 14. století patřil dvůr Mikuláši Faulfišovi, jeho syn prodal roku 1418 Roudné Jakubu Brnířovi. Roku 1487 patří opět měšťanům. Od roku 1505 do 1850 patřilo Roudné Českým Budějovicím. Až do roku 1713 mělo Roudné asi 9 usedlostí, v roce 1843 už jich bylo 23 se 157 obyvateli.
V letech 1850 až 1885 tvořilo Roudné osadu obce Rožnov, od roku 1885 je samostatnou obcí. Ves bývala dříve národnostně převážně německá, ještě před první světovou válkou se ze 198 obyvatel hlásilo 157 k německému jazyku a 41 k českému. Tento poměr se vlivem nové výstavby a přílivu obyvatel zakrátko obrátil – v roce 1930 už bylo ze 295 obyvatel 216 Čechů a 78 Němců.
V druhé polovině 20. století (1953 až 24. listopadu 1990) patřil pod obec Roudné sousední Vidov.
V roce 2002 zasáhla obec povodeň, hladina Malše tehdy dosáhla výšky 465 cm oproti běžným 50 cm.
V současnosti je Roudné stavebně srostlé s Novým Roudným – částí Českých Budějovic. Roudné je v současnosti typickým satelitním sídlem s množstvím obyvatel a nedostatečnou infrastrukturou.
V obci se nachází školka, škola byla zrušena v roce 1976.
| Rok            | 1263 | 1713 | 1843 | 1869 | 1930 | 1950 | 1960 | 1991 |
| Počet obyvatel | 9    | 69   | 157  | 194  | 295  | 323  | 370  | 458  |

## Doprava
Územím obce prochází železniční trať České Budějovice - Summerau (č. 196), na které se uvažuje se zřízením zastávky.
Na území Roudného se nachází tři silnice III. třídy: od severu k jihu III/15529 – ulice Plavská, spojující České Budějovice s Plavem a která tvoří v severní části hranici mezi Roudným a Novým Roudným; dále III/15531 (ulice Roudenská a Vidovská), která je hlavní komunikací ve staré části obce; a konečně III/15532 (Vidovská), která spojuje Roudné se silnicí III/15523 Nové Hodějovice – Vidov.
Jižně od obce se staví mimoúrovňová křižovatka na dálnici D3 a estakáda přes Malši
Obcí prochází cyklotrasa č. 1018.
Do obce zajíždí již od roku 1976 linka českobudějovické MHD č. 10.

## Společenský život
V obci působí sbor dobrovolných hasičů a divizní fotbalový klub TJ Malše Roudné.

## Pamětihodnosti
Na návsi se zachovalo několik zemědělských usedlostí ve stylu lidového baroka a z přelomu 19. a 20. století.
- Č.p. 1 má na střeše věžičku se zvonem z roku 1874 s vyobrazením sv. Michala. Zvon byl za války zrekvírován, ale po válce byl nalezen a vrácen zpět.
- Tři výklenkové kapličky (na návsi, v Novém Roudném a u silnice do Plavu)
- Roudné je známé vyhlášeným Roudenským zelím a v sousedním Vidově se každoročně koná zelnobraní
- Silniční most ev. č.15532–1 přes Malši postavený v letech 2008-9 byl nominován na cenu Stavba roku 2010.[5] Most byl vystavěn na místě původního příhradového mostu, který byl chráněn jako kulturní památka, a který se původně nacházel v Českých Budějovicích.
- památná vrba

## Fotogalerie

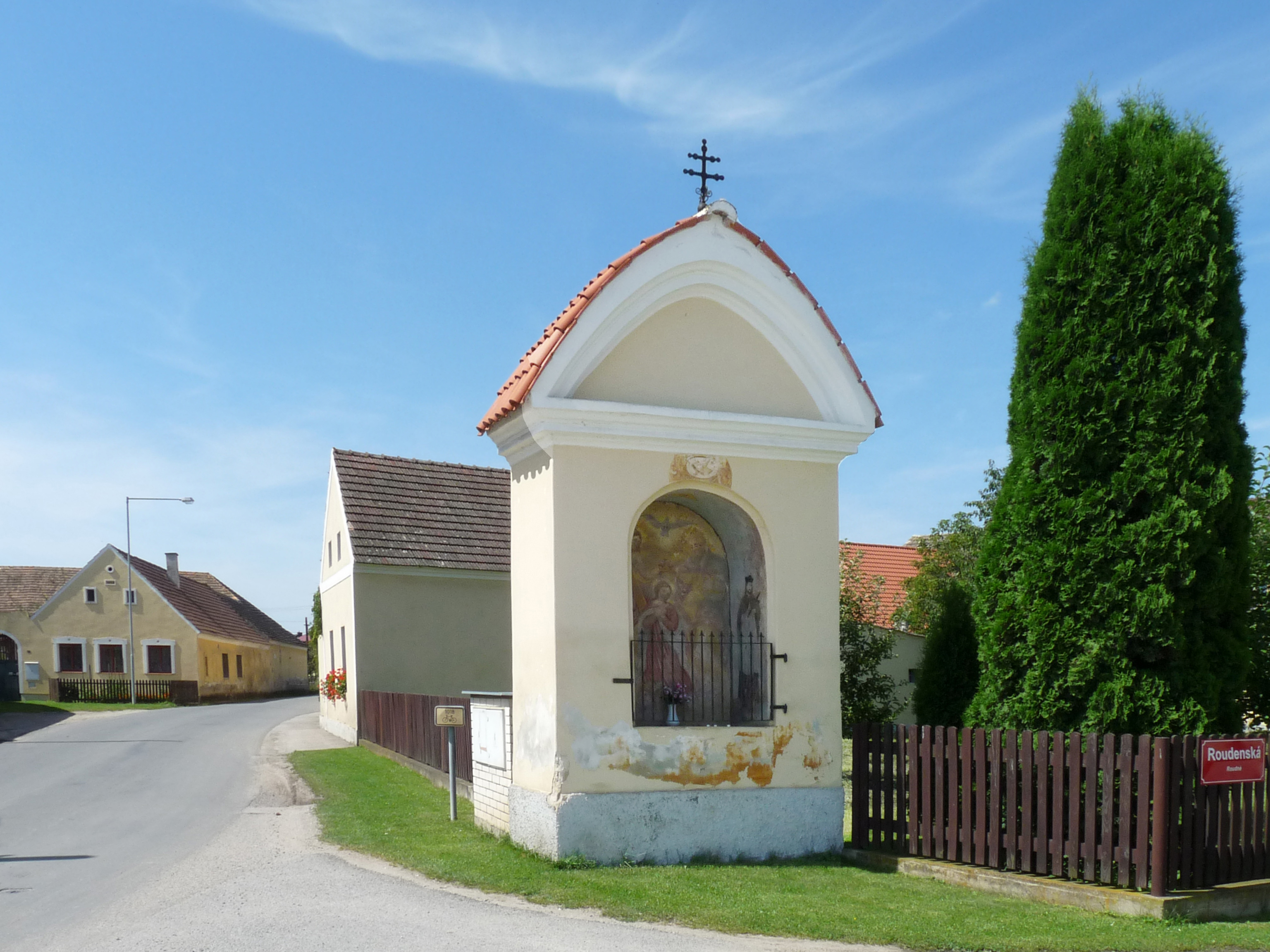
Výklenková kaplička na návsi
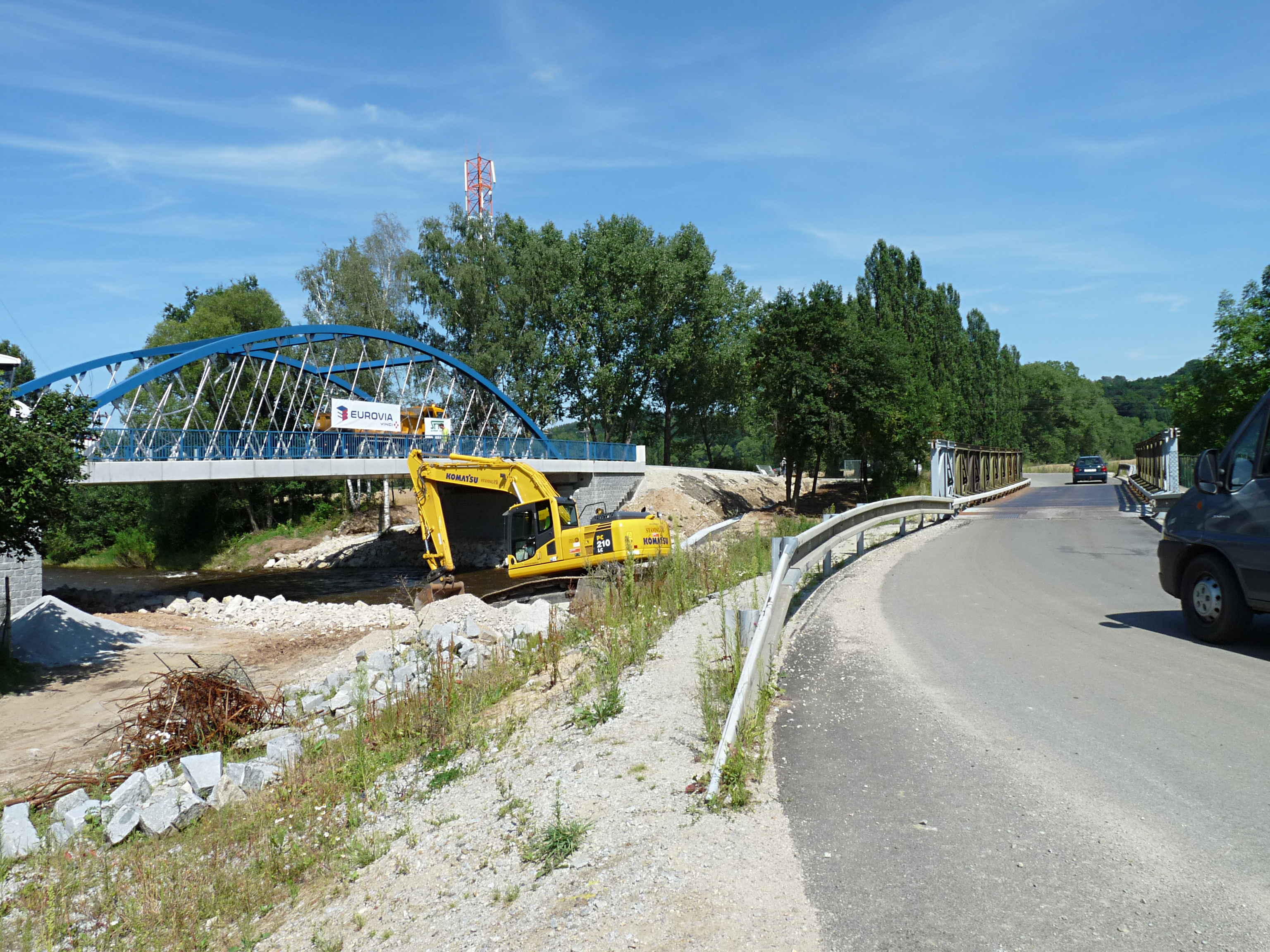
Výstavba mostu ev. č.15532–1 přes Malši